# Abraham Alechenwu
Abraham Alechenwu (Nigéria, 26 de março de 1986) é um futebolista nigeriano que atua como zagueiro. Atualmente, joga pelo KF Tirana, um dos principais clubes de futebol da Albânia.

## Clubes
- 2008-09:  KF Tirana
- 2007-08:  Dinamo Tirana
- 2006-07:  KF Tirana
- 2005-06:  KS Elbasani
- 2004-05:  Apolonia Fier
- 2004-05:  Gramozi Erseke